# كريستوفر غولدن
كريستوفر غولدن (بالإنجليزية: Christopher Golden)‏ (15 يوليو 1967، ماساتشوستس في الولايات المتحدة)؛ كاتب للأطفال وروائي أمريكي. درس في جامعة تافتس.

## روابط خارجية
- كريستوفر غولدن على موقع IMDb (الإنجليزية)
- كريستوفر غولدن على موقع ميوزك برينز (الإنجليزية)